# Kościół Matki Bożej Łaskawej w Warszawie

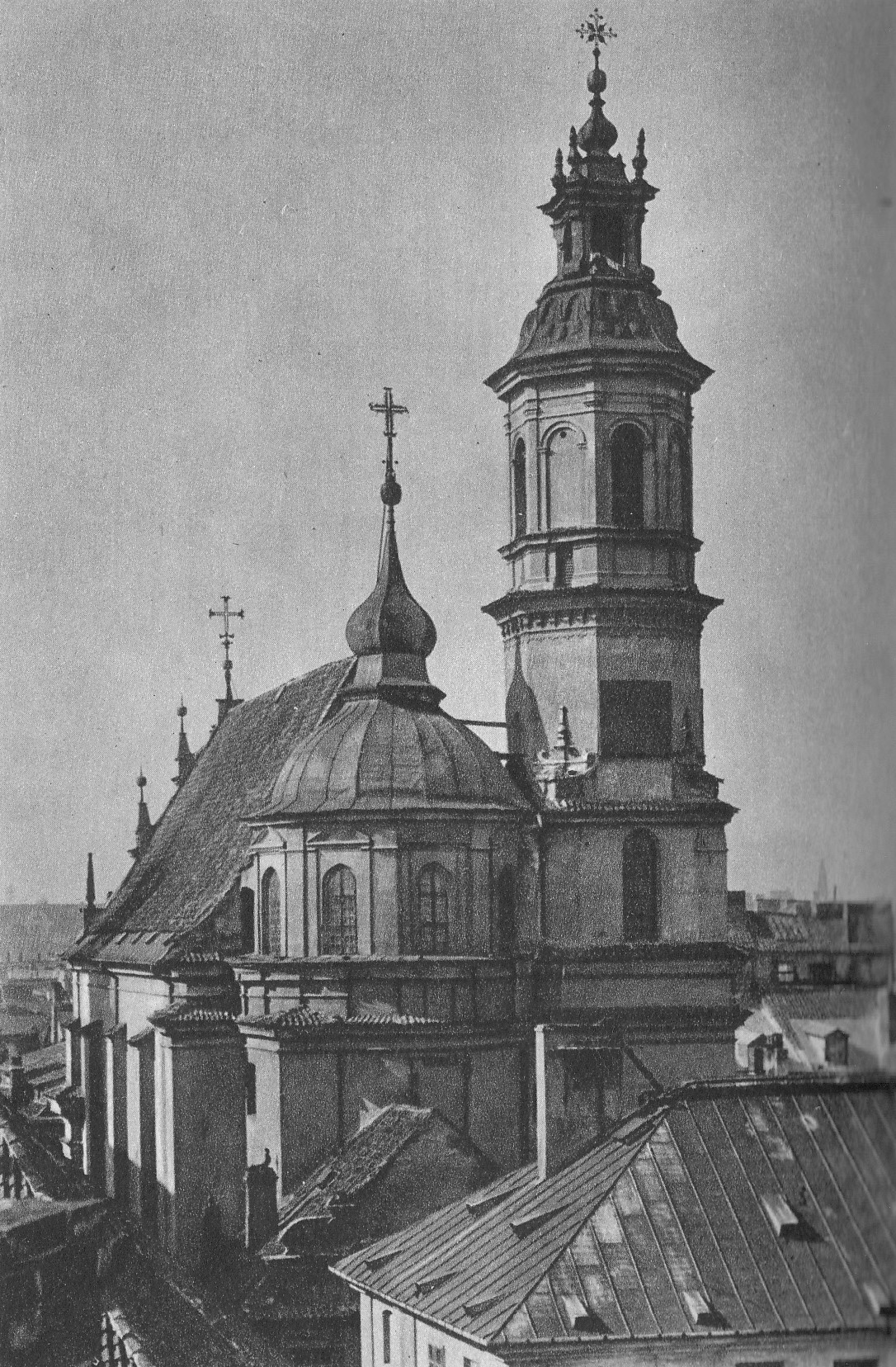
Świątynia w okresie międzywojennym

Kościół Matki Bożej Łaskawej (Patronki Warszawy), dawniej kościół klasztorny Narodzenia NMP i św. Ignacego Loyoli w Warszawie – kościół znajdujący się na Starym Mieście w Warszawie przy ul. Świętojańskiej 10.
Mieści się tu sanktuarium Matki Bożej Łaskawej, w której czci się intronizowany i koronowany obraz Matki Bożej Łaskawej.

## Historia
Kościół został zbudowany w latach 1609-1626. Inicjatorem jego powstania był ks. Piotr Skarga, który przeznaczał pieniądze zebrane z jałmużny na kupno (w 1597 roku) domu dla zakonu jezuitów. Kamienica, w której początkowo przebywali jezuici, była nazywana „klasztorkiem”. W kolejnych latach zakonnicy wykupywali kolejne sąsiednie kamienice i przygotowywali fundamenty pod budowę kościoła.
Zakon jezuitów przybył w 1607 do Warszawy, ówczesnej siedziby Króla Zygmunta III Wazy. Zgromadzenie Jezuitów pragnęło założyć w pobliżu zamku swą siedzibę. Miejsce, w którym miała powstać siedziba zakonu, zostało wybrane nieprzypadkowo, gdyż granicząca z katedrą i znajdująca się w pobliżu zamku planowana siedziba Jezuitów podkreślałaby ich znaczenie w ówczesnym społeczeństwie.
Fundatorami tej świątyni byli m.in. król Zygmunt III Waza, Andrzej Bobola (podkomorzy), bracia Gostomscy.
W 1656 świątynia została zniszczona i splądrowana przez najazd wojsk szwedzkich. W 1660 zakon założył przy kościele aptekę. Wejście było od Rynku Starego Miasta. Służyła ona również mieszkańcom Warszawy i była po aptece zamkowej najstarszą apteką warszawską. W 1668 Jezuici założyli szkołę z wykładami między innymi z teologii i filozofii na poziomie akademickim.
W 1720 rozpoczęła się budowa dwupiętrowego budynku na tyłach kościoła, której inicjatorem był Biskup płocki Ludwik Bartłomiej Załuski. Dzięki tej budowli powstała ulica Jezuicka. Do nowo powstałego budynku przeniesiona została szkoła, która nosiła nieoficjalną nazwę pochodzącą od nazwiska biskupa Załuskiego – Gymnasium Zaluscianum. Do budynku przeniesiono także aptekę i bogaty księgozbiór.
W 1773, po kasacie zakonu, świątynia ta stała się kościołem szkolnym podległym Komisji Edukacji Narodowej. Kościół przez krótki czas należał też do Bractwa Niemieckiego pod wezwaniem Świętego Brunona. Krótko mieściła się tam również siedziba paulinów. W 1818 kościół przeżył kryzys i był traktowany jako magazyn katedralny, a w 1828 roku przechowywano w nim wełnę. Świątynia powróciła do pełnienia swej pierwotnej funkcji dopiero w 1834 roku dzięki zakonowi pijarów. Usunięci przez zaborcę ze swojej poprzedniej siedziby zakonnicy przenieśli do kościoła na Świętojańskiej cały swój dobytek, włącznie z pomnikami. Zakonnicy ci przynieśli do swej nowej siedziby rzeźbę niedźwiedzia, którą do dziś można podziwiać przy wejściu do świątyni. W 1864 roku, gdy zakon pijarów został zlikwidowany, kościół począł pełnić funkcje pomocnicze wobec sąsiadującej katedry. Kościół dopiero w 1918 roku powrócił we władanie jezuitów, jednak już w 1944 roku świątynia została prawie doszczętnie zniszczona na skutek podpalenia i wysadzenia w powietrze. Kościół Matki Boskiej Łaskawej pozostał pod opieką zakonu jezuitów.
W 1965 roku świątynia została wpisana do rejestru zabytków.

## Styl
Kościół zaprojektował prawdopodobnie Jan Frankiewicz. Jest to budowla łącząca elementy architektury włoskiej z elementami architektury północnoeuropejskiej. W budowie kościoła można dostrzec też elementy charakterystyczne dla Polski m.in. sklepienie lubelskie. Architekt wykazał się też umiejętnością wykorzystania wąskiej przestrzeni pod budowę świątyni. Kościół ten jest manierystyczno-barokową, jednonawową budowlą. Budynek zwieńczony jest ozdobnym szczytem, a także kopułą nad absydą. W nawie bocznej znajduje się kaplica nieustającej adoracji Najświętszego Sakramentu (kaplica adoracyjna).
Z tyłu do budowli asymetrycznie dostawiono 65-metrową wieżę.

## Wnętrze i wyposażenie

### Obraz Matki Bożej Łaskawej

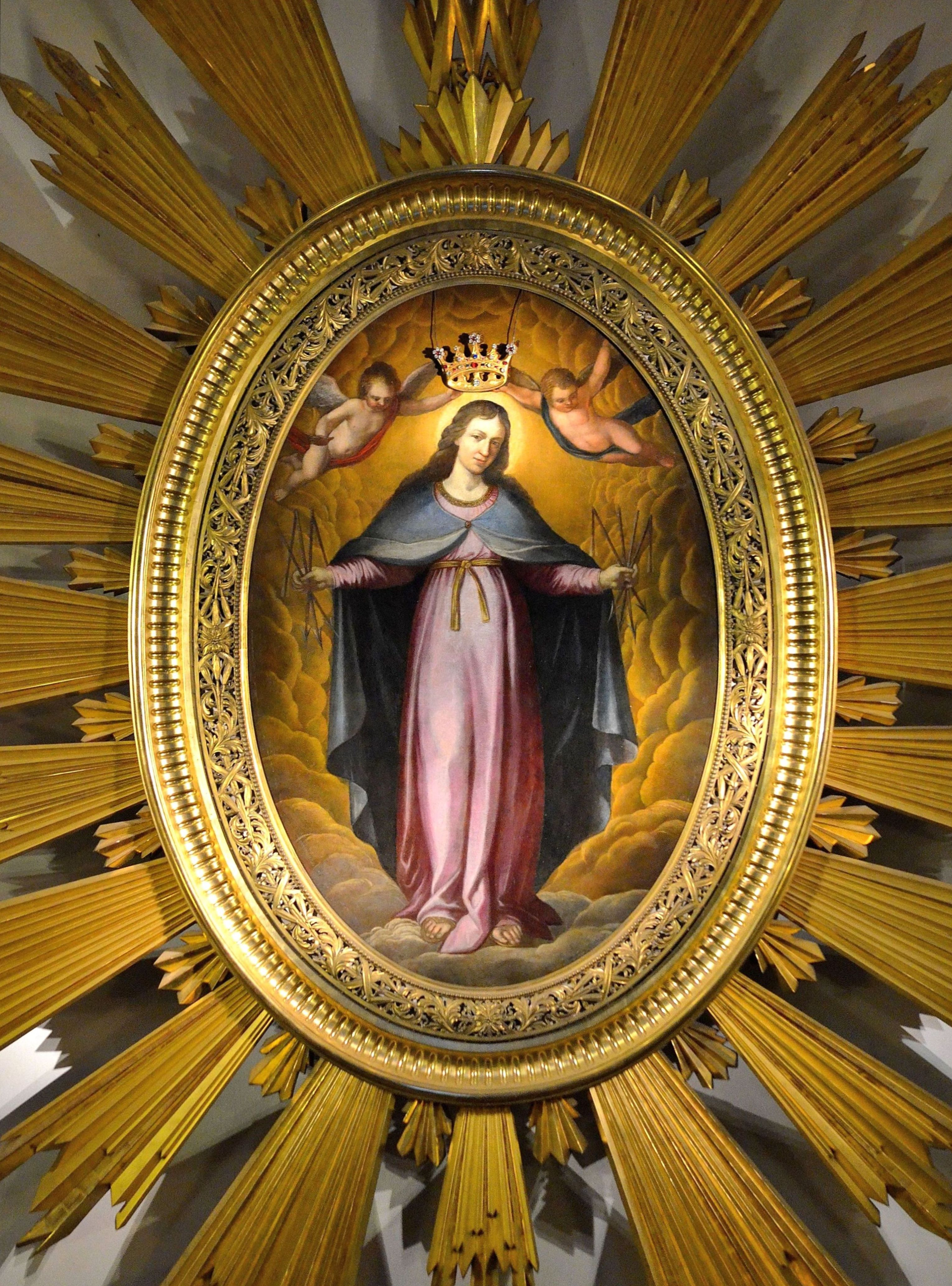
Obraz Matki Boskiej Łaskawej

Obraz znajduje się w absydzie nawy głównej. Pierwotnie znajdował się w kaplicy bocznej. Przedstawia on wizerunek Najświętszej Maryi Panny Łaskawej. Matka Boża trzyma w obu dłoniach połamane strzały, symbol ochrony przed nieszczęściami. Ten owalny obraz jest kopią renesansowej polichromii znajdującej się w Faenzy we Włoszech. Namalowany został przez nieznanego warszawskiego artystę na zamówienie rektora pierwszego konwentu pijarów na ziemiach polskich, ks. Hiacynta Orsellego, z przeznaczeniem na ołtarz kościoła Pijarów przy ul. Długiej (obecna katedra polowa). 24 marca 1651 w obecności nuncjusza papieskiego arcybiskupa Jana de Torres został uroczyście wprowadzony do świątyni i ukazany ludowi Warszawy. Nuncjusz odczytał bullę papieża Innocentego X ustanawiającą święto Mater Gratiarum Varsaviensis na drugą niedzielę maja.
Po przemianowaniu kościoła Pijarów w 1834 roku na cerkiew prawosławną, obraz został przeniesiony i znajduje się w kościele ojców Jezuitów. W 1970 roku Watykan uroczyście zatwierdził Matkę Bożą Łaskawą jako Patronkę Warszawy. Dnia 7 października 1973 roku cieszący się niezwykłym kultem obraz Najświętszej Maryi Panny koronowano papieskimi koronami z inicjatywy Ks. Kard. Prymasa Stefana Wyszyńskiego. W latach 2004–2007, zniszczony nieumiejętną odnową z 1961 roku obraz, przeszedł profesjonalną, długotrwałą i gruntowną restaurację.

### Drzwi

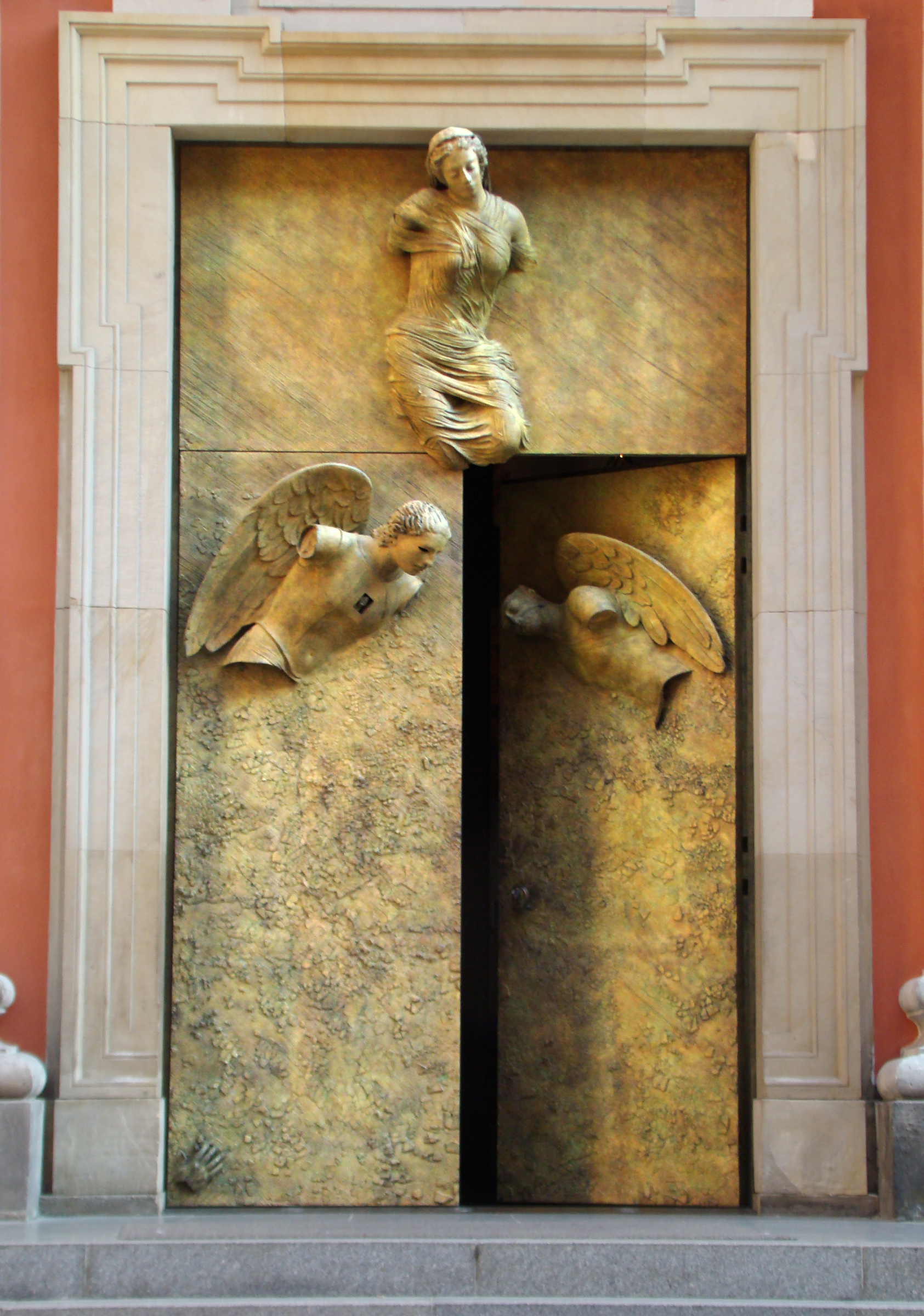
Drzwi wejściowe

Drzwi wejściowe wykonane zostały w 2009 roku przez rzeźbiarza Igora Mitoraja, który w swojej twórczości nawiązuje do rzeźby antycznej. Uroczyście poświęcone 12 września 2009 r. Wcześniej Mitoraj wykonał podobne drzwi dla kościoła Santa Maria degli Angeli w Rzymie. Wrota te zostały ufundowane z okazji 400-lecia świątyni. Wykonane są z brązu i przedstawiają płaskorzeźbioną scenę Zwiastowania. W górnej partii drzwi umieszczona została Maryja, a na otwieranych skrzydłach dwa anioły. Według niektórych publicystów wizerunek kobiecy inspirowany jest antyczną rzeźbą Wenus z Milo, według tradycji chrześcijańskiej w scenie Zwiastowania występuje jeden anioł – Archanioł Gabriel, jako dzieło sztuki wydaje się być sprzeczne z artykułem 124 Sacrosanctum concilium. Sam artysta o swoim dziele mówił: Niektórych może szokować zupełnie inny niż tradycyjny wizerunek Madonny, która spogląda z góry na dwa uchwycone w ruchu anioły.
Drzwi oprócz Zwiastowania w symboliczny sposób nawiązują też do tragicznych losów Warszawy.

### Krucyfiks
Zabytkowy krucyfiks pochodzi z XVII wieku z Lubeki. Wykonany został z drewna. Przedstawia Chrystusa umierającego na krzyżu. Krzyż ten został wysłany w 1645 roku do Jana Bolfelta – sekretarza królewskiego mieszkającego w Gdańsku, przez kupca Ryszarda von der Hardt z prośbą o umieszczenie go w polskim kościele. Bolfelt postanowił ofiarować go zakonowi jezuitów. Krucyfiks ten został uroczyście umieszczony w nawie głównej na osi poprzecznej, z lewej strony ołtarza głównego w święto Podwyższenia Krzyża 14 września 1648. Podczas II wojny światowej krzyż opuścił świątynię i został ukryty. Krucyfiks powrócił do prezbiterium dopiero w 1957 roku. Następnie, po wybudowaniu przez jezuitów kościoła św. Szczepana na Mokotowie, został przekazany tam do głównego ołtarza, a w sanktuarium zawisła kopia.

### Rzeźba Matki Boskiej Łaskawej
Wykonana z drzewa lipowego rzeźba Matki Bożej Łaskawej pochodzi z XVII wieku. Matka Boska posiada złotą koronę zdobioną czarnymi kamieniami szlachetnymi. Połączenie złotych szat z niebieskim płaszczem symbolizuje władzę i łaskawość. Matka Boża trzyma w obu dłoniach połamane strzały. Symbolizują one miłosierdzie i łaskawość okazywaną człowiekowi przez powstrzymywanie boskiego gniewu.

### Portalowy kenotaf Jana Tarły
Pomnik nagrobny wojewody Jana Tarły (1684–1750), jednego z głównych fundatorów Collegium Nobilium i dobroczyńcy pijarów, pierwotnie ustawionego w kościele oo. Pijarów, w rzeczywistości pochowanego w kościele oo. Pijarów w Opolu Lubelskim, znajduje się po lewej stronie w nawie bocznej. Nagrobek powstał w pracowni Jana Jerzego Plerscha w 1752–1753 dla kościoła oo. Pijarów. Rozebrany, przeniesiony, a następnie ponownie złożony przez Faustyna Cenglera w kościele oo. Jezuitów. Zniszczony w 1944, scalony i zrekonstruowany w 2010.

### Rzeźba niedźwiedzia

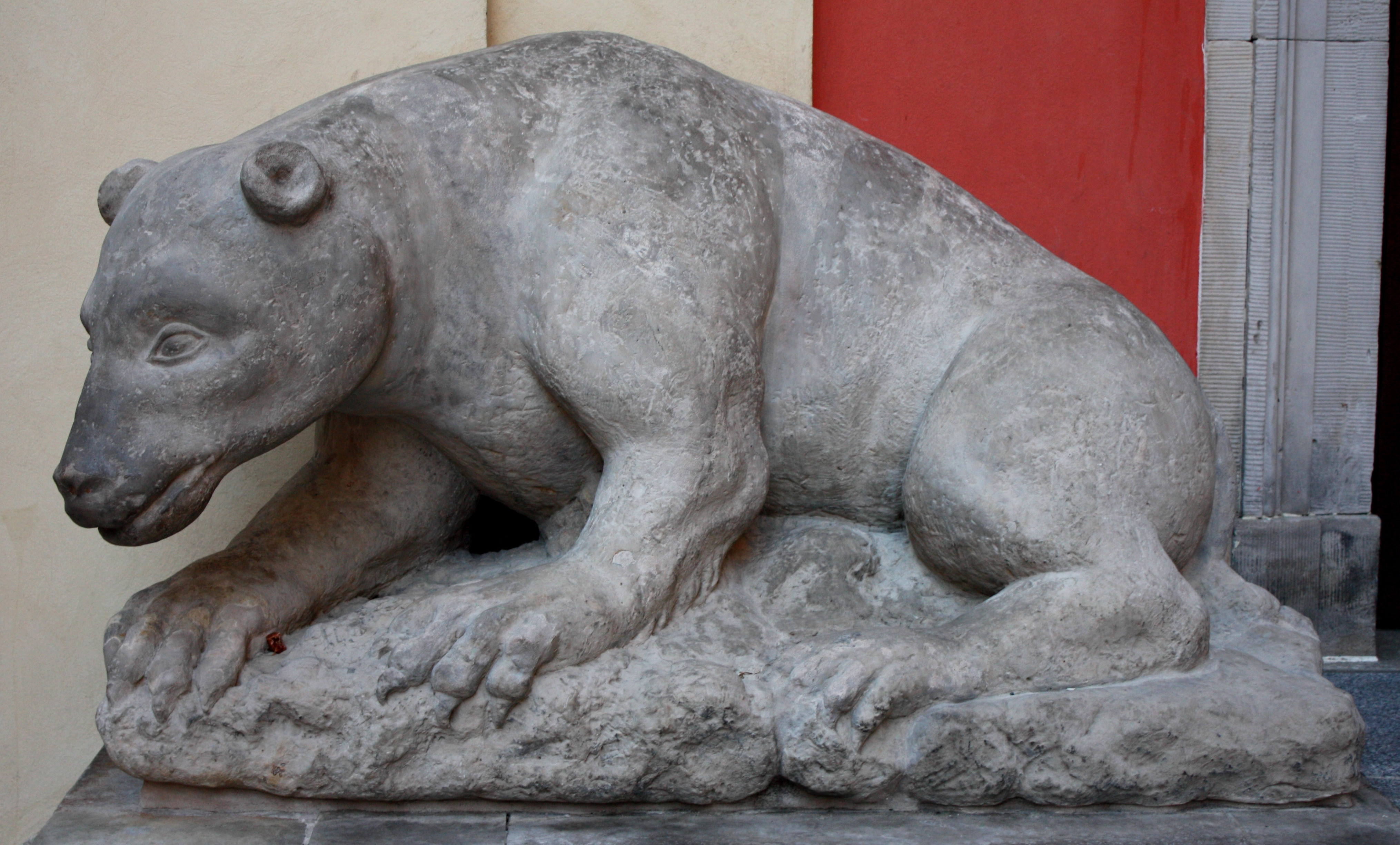
Rzeźba niedźwiedzia przed wejściem do kościoła powstała w pracowni Jana Jerzego Plerscha

Rzeźba przedstawiająca niedźwiedzia, pozostałość z istniejącej do 1944 pary niedźwiedzia i lwa, została wykonana w pracowni Jana Jerzego Plerscha w połowie XVIII wieku dla kościoła oo. Pijarów, jako atrybut patronów kościoła, męczenników z początków chrześcijaństwa, rozszarpanych przez dzikie zwierzęta na arenie w czasach Cesarstwa Rzymskiego. Wyobrażenie św. Pryma związane jest z lwem, a św. Felicjana – z niedźwiedziem. W 1834 po przekazaniu przez Iwana Paskiewicza kościoła pw. św. Pryma i Felicjana na cerkiew prawosławną, przeniesiono wiele elementów wyposażenia do kościoła pojezuickiego (po kasacie jezuitów w 1773), przekazanego pijarom wyrzuconym z ich własnego kościoła. Do 1944 rzeźby pary niedźwiedzia i lwa (łapy z pazurami obu przedstawionych zwierząt: lwa i niedźwiedzia były identyczne, lwa od niedźwiedzia różniła jedynie grzywa) wraz z nieistniejącą rzeźbą lwa znajdowały się w kruchcie kościoła. W czasie powstania warszawskiego rzeźba lwa towarzysząca św. Prymowi została całkowicie zniszczona, ocalał, choć mocno uszkodzony, niedźwiedź, który po restauracji, został umieszczony na schodach przy schodach przed wejściem do kościoła.
Z figurą związana jest warszawska legenda mówiąca o tym, iż kamienny niedźwiedź to zakochany książę Mieszko. Młodzieniec zamienił się w posąg z żalu, że miłość jaką darzył swą wybrankę nie jest odwzajemniona, i poślubiła ona innego mężczyznę. Według legendy książę zaklęty pod postacią posągu ciągle czeka na dziewczynę, która miłością przywróci go do życia i da mu szczęście, którego pragnął.

### Gotyckie podziemia
Podczas powojennych prac budowlano-rekonstrukcyjnych odkryto obszerne gotyckie podziemia, będące świadectwem sztuki budowania w średniowieczu. Mały obszar przeznaczony pod budowę świątyni zmuszał budowniczych do wygospodarowania każdego zakątka. Efektem takich ograniczeń było budowanie wielopoziomowych piwnic. Ponieważ kościół stanął na gruzach kamienic, resztki murów rozebrano jedynie do poziomu gruntu, a niepotrzebnym gruzem zasypano głębsze poziomy piwniczne, zostawiając jedynie jeden najbliższy powierzchni poziom piwnicy, który miał być przeznaczony na krypty grzebalne. W czasie rozbiorów rząd rosyjski nakazał zamurowanie istniejących piwnic, w celu zapobiegnięcia gromadzenia broni dla powstańców. Dzięki stałej roszadzie zarządców kościoła, stare, zabytkowe piwnice odeszły w zapomnienie.
Podziemia zostały na nowo odkryte dzięki rekonstrukcji budynku po II wojnie światowej. Podczas prac rekonstrukcyjnych odkopano górne partie piwnic i przeprowadzono konserwację, zaś dolne części czekają nieodkopane na kontynuację prac. W zachowanych kryptach ulokowano ocalałe epitafia lub ich fragmenty wydobyte podczas wykopalisk spod gruzów kościoła, a także pamiątki z powstania warszawskiego oraz popiersia Piotra Skargi i Macieja Kazimierza Sarbiewskiego – pozostałości epitafiów istniejących w kościele do 1944.
W jednym z pomieszczeń umieszczono i otwarto w 1979 roku kaplicę poświęconą czci i pamięci nauczycieli i uczniów gimnazjum prowadzonego przez Jezuitów w Wilnie. Kaplica ta powstała z inicjatywy byłych uczniów tego gimnazjum.

### Kaplica Wileńska
Kaplica usytuowana w jednym z pomieszczeń gotyckich piwnic świątyni. Poświęcona została pamięci nauczycieli i uczniów gimnazjum prowadzonego przez jezuitów w Wilnie. Inicjatorami powstania tej kaplicy były osoby związane z placówką w Wilnie, m.in. uczniowie.

### Tablica papieska
W kościele po prawej stronie od wejścia znajduje się kamienna tablica. Jest ona pamiątką dwukrotnego odwiedzenia tej świątyni przez Ojca Świętego Jana Pawła II. Wizyty te miały miejsce 2 czerwca 1979 roku i 16 czerwca 1983 roku.

## Galeria

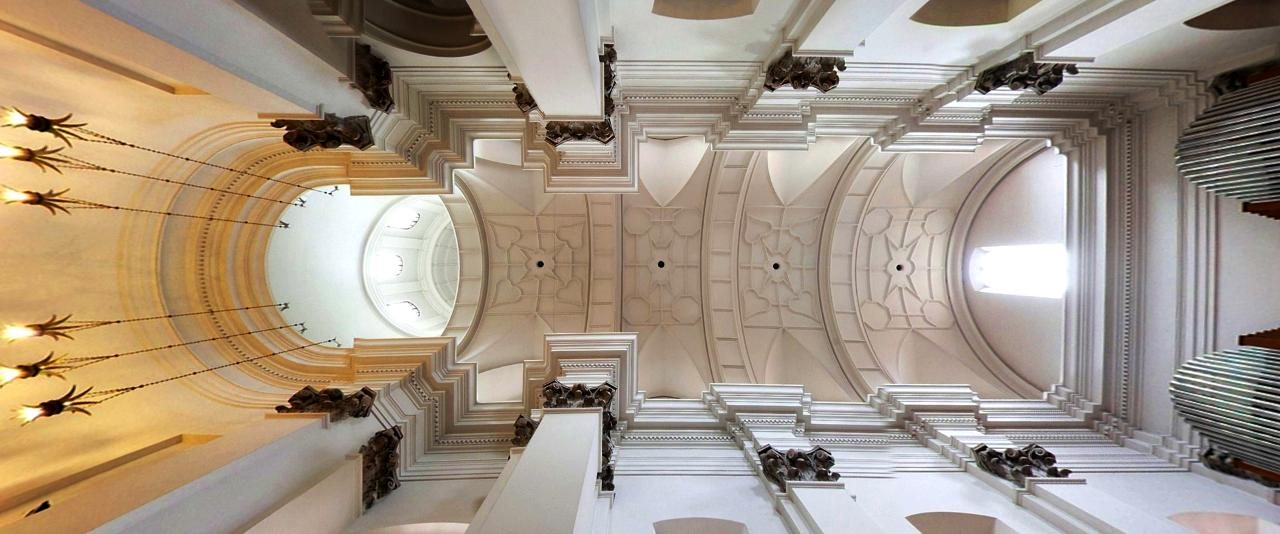
Sklepienie świątyni
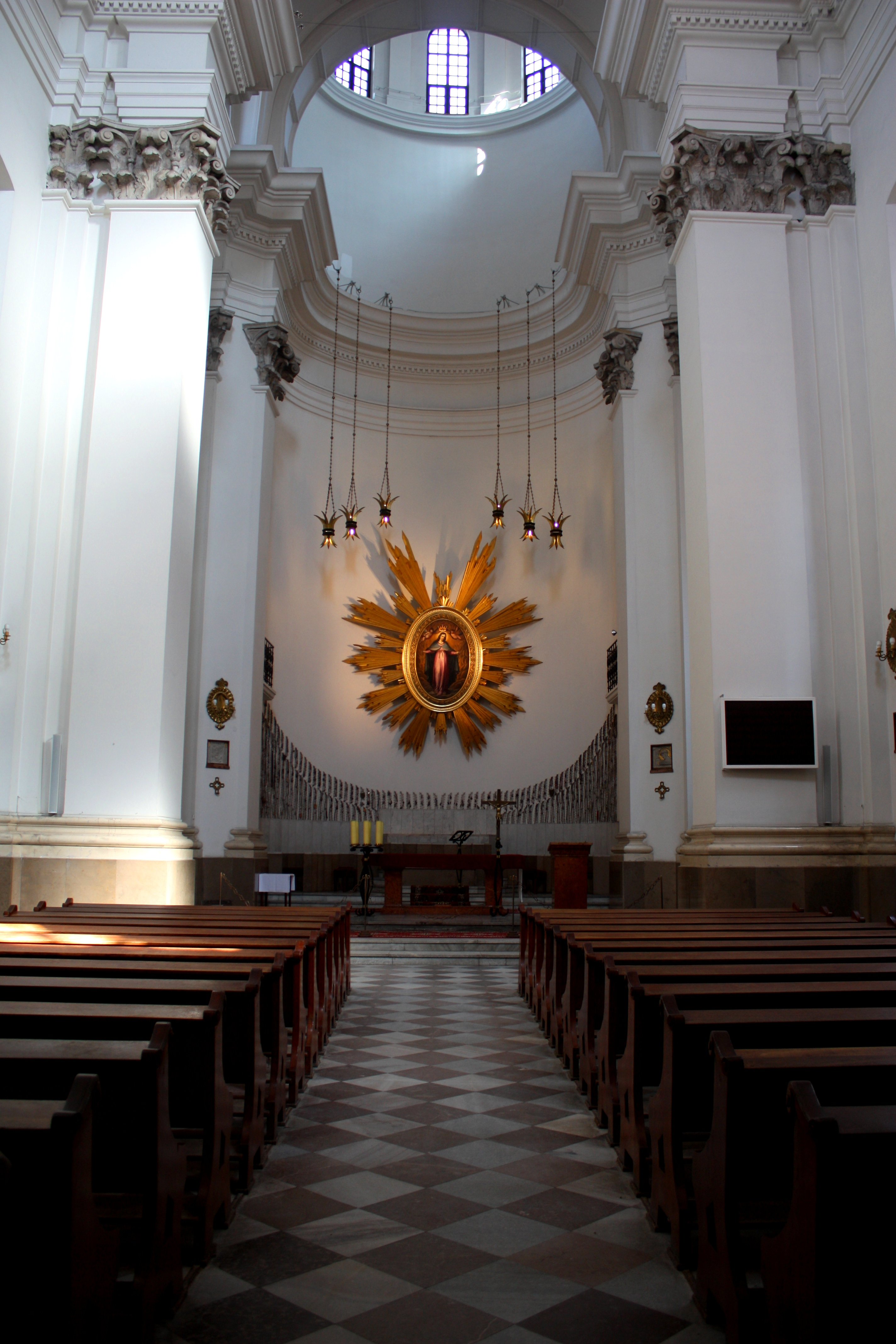
Nawa główna
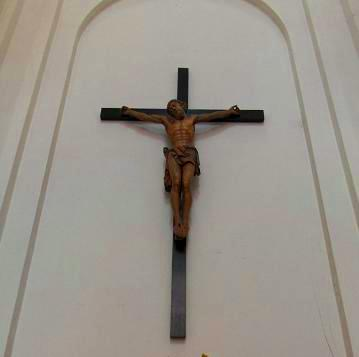
Krucyfiks
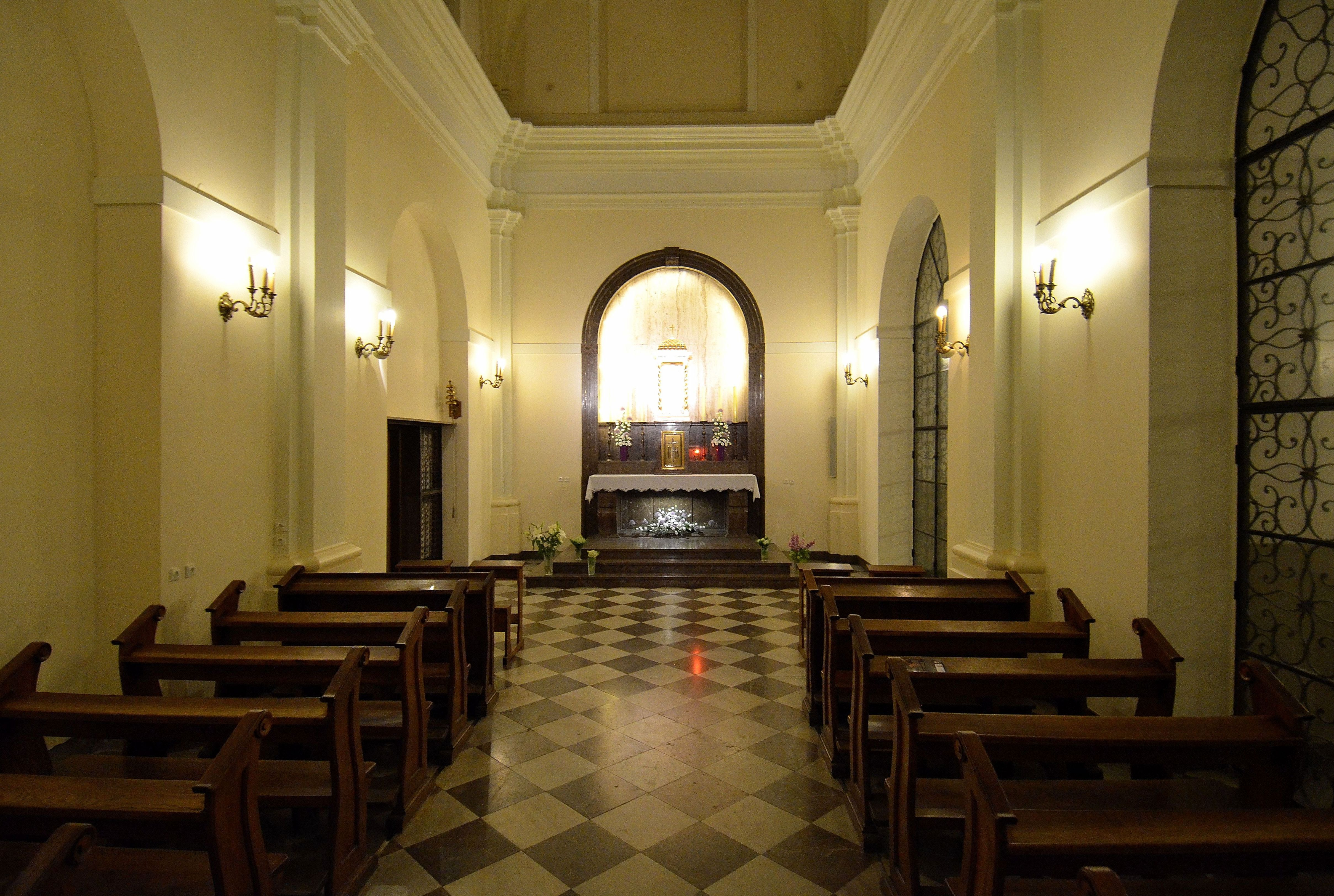
Nawa boczna z kaplicą adoracyjną
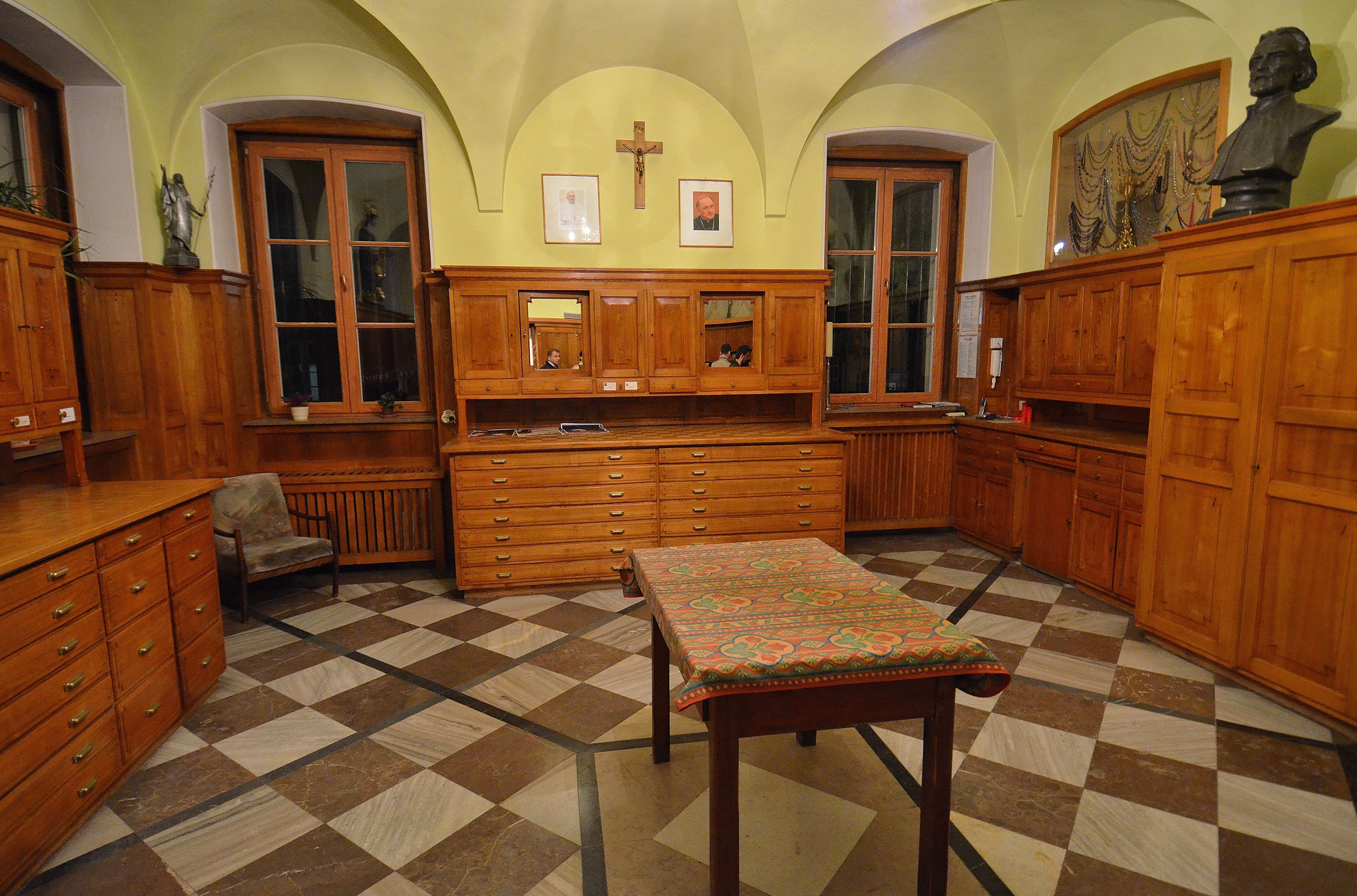
Zakrystia

## Wyposażenie niezachowane lub zniszczone w 1944
- nieistniejące epitafium i popiersie ks. Onufrego Kopczyńskiego SchP (1735–1817)[12], autora pierwszej gramatyki języka polskiego, pochowanego w podziemiach kościoła św. Pryma i Felicjana przy ul. Długiej, przeniesione przez oo. pijarów w 1834 po przekazaniu przez Iwana Paskiewicza kościoła św. Pryma i Felicjana na cerkiew prawosławną. Epitafium i popiersie zniszczone w 1944.

## Pochowani w kościelnych kryptach
- Maciej Kazimierz Sarbiewski SJ (1595–1640) – wybitny poeta barokowy. W 1834 przeniesiony przez oo. pijarów do kościoła oo. Pijarów pod wezwaniem Matki Bożej Zwycięskiej i świętych Pryma i Felicjana. Po przekazaniu przez rosyjskiego gubernatora Iwana Paskiewicza kościoła oo. Pijarów na cerkiew św. Trójcy przeniesiony przez zaborców do nieoznakowanej mogiły pod alejką na cmentarzu Powązkowskim.

- Karol Ferdynand Waza (1613–1655)
- Eustachy Potocki i jego małżonka Marianna[13]

## Świątynia w poezji
Adam Jarzębski (Gościniec albo krótkie opisanie Warszawy, Warszawa: PWN, 1974).

Są tam też jezuitowie,

Godni pochwały ojcowie;

Mają kościół, choć niewielki,

U nich jest porządek wszelki;

Ołtarze tam z drogich rzeczy,

Od marmurów wszystko grzeczy.

Cymboryjum i ambona,

Wiele ich kosztuje ona;

Ganki z balasami wyższe;

Drugie malowane niższe,

Ławki formy tak kształtowne

Stoją porządnie kunsztowne;

Obicia, także obrazy

Muszę chwalić bez urazy.

Po niemiecku tam śpiewają

Psalmy i w organy grają;
Cudzoziemców pełniusieńko,

Patrząc na nich milusieńko;

Przy nich panie, panny, matki

Prowadzą przy sobie dziatki;

Wszyscy słuchają kazania

I Bożego przykazania.

Potym, kiedy msze wychodzą,

Wtenczas sie oni rozchodzą.

Tu na przodku przy kościele

Pozłocistych gałek wiele.

Nad ołtarzem postawiona

Kopuleta wystawiona;

Jest krzyż na niej z gałką złoty,

Dostatek wkoło pozłoty;

Przy niej ganek z żelaznymi

Balasami potężnymi.
Babiniec, gdzie babki siedzą,

Z kopuletą wszyscy wiedzą,

A na wierzchu aniołowie

Dwaj trzymają Jezus w słowie.

Od ulicy są drzwi dwoje

Żelazne w kościele trzoje.

I kaplica z ganeczkami,

Ołtarz w niej z firaneczkami.

Wieża rzadko gdzie widziana,

Białą blachą przyodziana;

Na niej zegara dzwony srogie,

Wielkie, brzmiące, bardzo drogie.

Kollegium jest pomierne,

W budynkach zacnych wymierne.